# Sergio Marazzi
Sergio Marazzi (Cesano Maderno, 25 giugno 1941 – Varese, 10 gennaio 2019) è stato un geografo italiano, studioso di orografia alpina e autore dell'Atlante orografico delle Alpi. SOIUSA, pubblicato nel 2005 da Priuli & Verlucca in collaborazione con il Club Alpino Italiano.

## Biografia
Si è occupato in particolare di trovare un punto di raccordo tra i gruppi descritti nelle guide nazionali di montagna e le tradizionali sezioni alpine della Partizione delle Alpi del 1926, in cui aveva riteneva di aver rilevato incongruenze ed errori geografici che la rendessero obsoleta e bisognosa di un accurato aggiornamento.
Per colmare la lacuna che riteneva esistesse nell'editoria di montagna, ha proseguito per diversi anni i suoi studi con approfondite ricerche, che hanno avuto come risultato finale la realizzazione di una innovativa suddivisione orografica del Sistema Alpino più aderente alla letteratura geografica tedesca e slovena.

## Opere principali
Grazie a queste pubblicazioni e ai suoi articoli apparsi su alcune riviste del ramo, la sua versione di suddivisione, delle Alpi è stata portata a conoscenza del pubblico, in particolare nell'ambiente alpinistico e in quello scolastico e universitario, dove è stata accolta con sentimenti contrastanti.
- Atlante orografico del Monte Bianco  (edito da Priuli & Verlucca, Pavone Canavese, 1991)
- Ambiente Società Territorio - Geografia nelle scuole (rivista dell'Associazione Italiana di Insegnanti di Geografia, n. 4/2001)
- L'Universo (rivista dell'Istituto Geografico Militare di Firenze, n. 4/2002)
- La Rivista del Club Alpino Italiano (n. 5/2003 e n. 6/2005)
- Atlante Orografico delle Alpi. SOIUSA (Priuli & Verlucca editori, Pavone Canavese, 2005)
- SOIUSA nel Grande Dizionario Enciclopedico delle Alpi 2009, volume 7, in collaborazione con i più autorevoli conoscitori delle Alpi.

## Articoli sulla stampa
- Musei delle Alpi, in L'ALPE rivista internazionale di cultura alpina n°14 (archiviato dall'url originale il 24 luglio 2019). Con la Soiusa va in pensione MA COn GRAn PENa LE RE-CA GIÙ, intervista di Pier Giorgio Oliveti responsabile del Ufficio stampa del Club Alpino Italiano.
- Nanni Basso, Le Alpi ribattezzate si iscrivono in Europa, in Il Secolo XIX, 3 febbraio 2006.
- Roberto Beretta, Le Alpi rinominate, in Agorà Avvenire, 20 gennaio 2006.
- Mario Cotelli, Laura Guardini, Alpi, cambiamo le mappe. Fate sparire quelle Centrali, in Corriere delle Sera, 24 gennaio 2006.
- A.R., Le Alpi condivise, in TorinoSette - La Stampa, 03-02-2006.
- Va in pensione il vecchio acronimo per ricordare la catena delle Alpi, in La Stampa, 23-03-2006.
- Sergio Marazzi ci racconta la sua particolare "impresa", intervista con Gianni Beraldo, in La Prealpina, 5 febbraio 2006.
- Elena Botter, Dopo ottant'anni cambia la geografia delle montagne: l'arco alpino si divide in due parti, in La Provincia di Varese, 3 marzo 2006.
- Le Alpi diventano europee intervista Francesco Chiavarini, giornalista e socio di AltoMilanese, in LUCE n. 9, 5 marzo 2006.
- Paola Cereda, Come sono cambiate le Alpi Viaggio alla scoperta dei nostri monti, in La Padania, 18 aprile 2006.
- Tone Wraber, Atlante orografico delle Alpi. SOIUSA - Goropisni atlas Alp [collegamento interrotto], in Planinski vestnik, maggio 2006.
- Pyrenaica, aprile-maggio-giugno 2006.